# Korporationsgemeinde
Eine Korporationsgemeinde (auch Korporationsbürgergemeinde oder kurz Korporation) ist eine Personengesellschaft oder Korporation, die über kein Territorium, jedoch meist über Grundbesitz verfügt und nach moderner Rechtsauffassung auch der allgemeinen Wohlfahrt förderlich sein soll. Öffentlich-rechtliche Korporationen gibt es insbesondere in den Kantonen der Zentral- und der Ostschweiz. Privatrechtliche, ebenfalls als Korporation bezeichnete Nutzungsgenossenschaften sind auch andernorts in der Schweiz bekannt.
Die Bürger der Korporationsgemeinde werden Gemeinder genannt.

## Situation in den einzelnen Kantonen

### Kanton Luzern
§ 75 KV-LU hebt den Rechtsstatus hervor: Korporationen sind öffentlich-rechtliche Körperschaften nach kantonalem Recht. Das Gesetz regelt das Nähere.

### Kanton Uri
Art. 72 Abs. 1 KV-UR erklärt die Korporationen Uri und Ursern zu selbständigen Körperschaften des öffentlichen Rechts. Art. 19, 73 und 118 bestätigen den Korporationen ihre Autonomie in Festlegung des Stimm- und Wahlrechts, der Finanzen und der Verwaltung; Art. 32 gesteht ihnen das Enteignungsrecht zu; Art. 57 bestätigt ihnen ihre bisherigen Rechte im Bergrecht (unter anderem die Erteilung von Strahlerrechten). Moderne Anschauungen fliessen in Art. 74 ein: Die Korporationen unterstützen den Kanton und die Gemeinden in deren Aufgabenerfüllung und helfen mit, die Staatsziele zu erreichen – wobei Art. 107 es den Korporationen wiederum überlässt, ihre Aufgaben selbst zu bestimmen.

### Kanton Schwyz
Art. 75 KV-SZ besagt:
- Korporationen sind selbständige Körperschaften des kantonalen öffentlichen Rechts. (Art. 75 Abs. 1)
- Ihr Bestand und ihre Selbstverwaltung im Rahmen der Rechtsordnung bleiben gewährleistet. (Art. 75 Abs. 2)
- Sie sorgen für die Werterhaltung ihrer Güter und verwalten und nutzen diese selbständig. (Art. 75 Abs. 3)

Die grösste Korporationsgemeinde der Schweiz ist die Oberallmeindkorporation Schwyz.

### Kanton Obwalden
In Obwalden werden die Korporationsgemeinden als Korporationen, Teilsamen und Alpgenossenschaften bezeichnet. Die Bürger einer Teilsame werden Teiler genannt, ihre Versammlung ist die Teilengemeinde.
Art. 107 KV-OW garantiert den Bestand der Korporationen und hält über Rechtsstellung und Aufgaben fest:
- Die bestehenden Korporationen, Teilsamen und Alpgenossenschaften werden als althergebrachte Einrichtungen des öffentlichen Rechtes zur Verwaltung von Bürgergut anerkannt. (Art. 107 Abs. 1)
- Es wird ihnen die Verwaltung ihres Vermögens und die Verfügung über dessen Ertrag gewährleistet. (Art. 107 Abs. 2)
- Bei der Anlage und Verwaltung des Vermögens, insbesondere bei Veräusserung von Grundbesitz, sind die wirtschaftliche Entwicklung und Stärkung des Gemeinwesens anzustreben. (Art. 107 Abs. 3)
- Die Errichtung neuer und der Zusammenschluss bestehender Korporationen, Teilsamen und Alpgenossenschaften bedarf der Zustimmung des Kantonsrates. (Art. 107 Abs. 4).

Die Korporation Sachseln verfügt beispielsweise über rund 60 % der Fläche der Gemeinde Sachseln.

### Kanton Nidwalden
Bestand und Befugnisse der Korporationen (Selbstbezeichnung: «Ürtekorporationen») werden in Art. 91 KV-NW vom Kanton gewährleistet:
- Die Errichtung neuer Korporationen bedarf der Zustimmung des Landrates. (Art. 91 Abs. 1)
- Die Befugnis der Korporationen, ihr Vermögen selbst zu verwalten und zu nutzen, ist in den Schranken der Gesetzgebung gewährleistet. (Art. 91 Abs. 2)

Art. 56 KV-NW regelt interne Korporationsangelegenheiten wie folgt:
- Für die gesetzliche Regelung des Mitanteils und der Nutzung an Korporationsgütern sind nur jene Personen stimmberechtigt, die das Aktivbürgerrecht sowie im Kanton ein Korporationsbürgerrecht besitzen. (Art. 56 Abs. 1)
- Das Antragsrecht steht neben den gemäss Absatz 1 stimmberechtigten Personen dem Landrat und den Korporationsräten zu. (Art. 56 Abs. 2)

### Kanton Zug
§ 73 KV-ZG erklärt das Wesen einer Korporationsgemeinde am besten:
- Die Teilhaber an Korporationsgut bilden eine Korporationsgemeinde. (§ 73 Abs. 1)
- Das Korporationsgut ist in seinem Bestand als unteilbares Gut zu erhalten; vorbehalten bleiben gemeinnützige Zuwendungen. (§ 73 Abs. 2)

### Kanton Glarus
Art. 134 KV-GL unterstellt die Korporationsgemeinden der Aufsicht des Kantons, belässt ihnen aber sonst ihre Freiheiten:
- Die Errichtung neuer Korporationen und Änderungen im Bestand derselben bedürfen der Genehmigung des Regierungsrates oder eines Departementes. (Art. 134 Abs. 1)
- Die Korporationen können ihr Vermögen selbständig verwalten und nutzen, soweit das Gesetz nichts anderes vorsieht. (Art. 134 Abs. 2)
- Sie stehen unter der Aufsicht des Regierungsrates. (Art. 134 Abs. 3)

### Kanton St. Gallen
Der Kanton St. Gallen unterscheidet zwischen örtlichen Korporationen und ortsbürgerlichen Korporationen:
- Die örtliche Korporation erfüllt einzelne Aufgaben, die nicht von der politischen Gemeinde übernommen worden sind, wie Versorgung mit Wasser und Elektrizität, öffentliche Beleuchtung oder Abwasserreinigung. (Art. 16 Abs. 2 GG) Eine örtliche Korporation kann im Gebiet einer oder mehrerer politischer Gemeinden bestehen. (Art. 17 Abs. 1 GG)

Eine interkantonale Vereinbarung regelt grenzüberschreitende örtliche Korporationen im Grenzgebiet der Kantone St. Gallen und Thurgau. (Art. 18 GG)
Kirchliche Korporationen haben sich an die kantonale Gesetzgebung zu halten (Art. 2 Abs. 2 KonfG). Die römisch-katholischen Klöster Notkersegg, St. Scholastika (Tübach), Maria Hilf (Altstätten), Maria Zuflucht (Weesen), Berg Sion, Wurmsbach, Maria der Engel (Wattwil), Magdenau, St. Katharina (Wil) und Glattburg sind oder waren als öffentlich-rechtliche kirchliche Korporationen organisiert. (Art. 42 Abs. 2 VKK)
- Art. 14 GG unterscheidet verschiedene Arten von ortsbürgerlichen Korporationen:
  - Vermögensgemeinschaften mehrerer Ortsgemeinden
  - Rhoden und andere Teile einer Ortsgemeinde
  - Burgerkorporationen und andere Zusammenschlüsse bestimmter Geschlechter einer Ortsgemeinde
  - Zusammenschlüsse von Bürgerinnen und Bürgern gleicher Konfession in einer Ortsgemeinde

Neue ortsbürgerliche Korporationen können nicht gegründet werden. (Art. 15 GG)

### Kanton Zürich
In Zollikon wurde 1330 die Holzkorporation Zollikon gegründet mit dem Ziel, nach dem Motto «Gemeinnutz vor Eigennutz» eine Übernutzung ihres grossen Waldes zu verhindern. Sie gilt als die älteste noch bestehende Waldkorporation der Schweiz.